# ナットニチャー・チャートチューブッパカリー
ナットニチャー・チャートチューブッパカリー（タイ語: ณัฐนิชา เชิดชูบุพการี、ラテン翻字: Natnicha Cherdchubuppakaree、1997年11月16日 - 2018年4月7日）は、タイの女優、歌手。旧姓はウタワット（อุตวัฒน์）。2002年に歌手および女優として業界に参入した。 2018年4月7日に死去。

## 略歴
- 1997年
  - 11月16日：タイのバンコクで生まれる。
- 2002年
  - 俳優として業界に参入する。
- 2018年
  - 4月7日：アユタヤ県で交通事故に遭い死亡[2][4]。

## 出演

### TVシリーズ
- 2003年 - แก้วตาหวานใจ (Kaew tah warn jai)
- 2004年 - เรือนไม้สีเบจ (Reuan mai see beige)
- 2005年 - ขบวนการปุกปุย (Khabuan karn pukpui)
- 2006年 - โรบอทน้อยหัวใจเพชร (Robot noi huajai phet)
- 2007年 - ผู้กองยอดรัก (Phoo kong yord rak)
- 2013年 - วุ่นนักรักหรือหลอก (Woon nak rak reu lork)
- 2018年 - เส้นสนกลรัก (Sen son kon rak)

### 映画
- 2007年 - ผีเลี้ยงลูกคน (Phee liang look khon)
- 2014年 - กรรไกร ไข่ ผ้าไหม (Kankrai khai phamai)

## ディスコグラフィ

### アルバム
- 2004年 - Nong inn markha Vol.1-2 (น้องอินมาค่ะ VOL.1-2)
- 2005年 - Just kid in